# جمهوری اسلامی (نشان دولتی)
نشان جمهوری اسلامی از نشان‌های افتخار در ایران است که توسط هیئت وزیران در ۳۰ آبان ۱۳۶۹ بنیان‌گذاری شده است. براساس مادهٔ ۵ آیین‌نامهٔ اعطای نشان‌های دولتی، نشان «جمهوری اسلامی» به رؤسا و دیگر مسؤولان کشورهای خارجی، عالی‌ترین مقام اجرایی سازمان‌های بین‌المللی یا شخصیت‌های برجستهٔ فرهنگی، سیاسی، بین‌المللی که به یکی از جهات ذیل واجد شرایط شناخته شوند، اعطا می‌شود:
1. اِعلای کلمهٔ اسلام و گسترش مبانی فکری انقلاب اسلامی
2. دفاع از حقوق مستضعفان جهان
3. اقدام به رهایی کشور خود از استعمار فرهنگی، اقتصادی و سیاسی
4. حفظ و حراست کشور خود از تجاوز ابرقدرت‌ها یا دست‌نشاندگان آنها
5. اکتساب آزادی‌های اساسی و حقوق بشر برای مردم کشور خود
6. حمایت‌های حساس و شایسته از مواضع ایران در صحنه‌های مهم بین‌المللی
7. اتخاذ مواضع ضداستکباری
8. همکاری صمیمانه در ایجاد یا توسعهٔ روابط سالم بین جمهوری اسلامی ایران و کشور متبوع شخصیت مسئول
9. تلاش بی‌وقفه برای ایجاد صلح و امنیت و آسایش در جهان

## دریافت‌کنندگان
| ردیف | نام دریافت‌کننده      | سمت                       | نشان               | درجه    | اهداشده توسط    | در تاریخ       |
| ---- | -------------------- | ------------------------- | ------------------ | ------- | --------------- | -------------- |
| ۱.   | نلسون ماندلا         | رئیس‌جمهور آفریقای جنوبی   | نشان جمهوری اسلامی | درجه یک | سید محمد خاتمی  | ۱۲ بهمن ۱۳۷۹   |
| ۲.   | هوگو چاوز            | رئیس‌جمهور ونزوئلا         | نشان جمهوری اسلامی | درجه یک | محمود احمدی‌نژاد | ۸ مرداد ۱۳۸۵   |
| ۳.   | بشار اسد             | رئیس‌جمهور سوریه           | نشان جمهوری اسلامی | درجه یک | محمود احمدی‌نژاد | ۱۰ مهر ۱۳۸۹    |
| ۴.   | دیوید نیوس والاسکوئز | سفیر وقت ونزوئلا در ایران | نشان جمهوری اسلامی | درجه سه | محمود احمدی‌نژاد | ۱۵ شهریور ۱۳۹۱ |

## نشان‌ها و درجات
براساس مادهٔ ۶ آیین‌نامهٔ اعطای نشان‌های دولتی، نشان جمهوری اسلامی دارای سه درجه است که به پیشنهاد وزیر امور خارجه و تصویب هیئت وزیران به شرح زیر به افراد واجد شرایط اعطا می‌شود:
- نشان درجه‌یک: رؤسای جمهور و نخست‌وزیران و شخصیت‌های هم‌تراز
- نشان درجه‌دو: وزرا و شخصیت‌های هم‌تراز
- نشان درجه‌سه: سفرا و شخصیت‌های هم‌تراز

- نشان عالی جمهوری اسلامی - درجه ۱
- نشان عالی جمهوری اسلامی - درجه ۲
- نشان عالی جمهوری اسلامی - درجه ۳